# إي. وايلدر فارلي
إي. وايلدر فارلي هو محامي وسياسي أمريكي، ولد في 29 أغسطس 1817، وتوفي في 3 أبريل 1880. نشط حزبياً في حزب اليمين. وقد انتخب عضو مجلس ولاية مين ‏ وانتخب عضو مجلس النواب الأمريكي.